# Aanivaer
Aanivaer (tzn. "Feniks") to kollywoodzki dramat wojenny z 2006 roku, którego akcja dotyczy wojny domowej na Sri Lance. Akcja filmu rozgrywa się w 1995 roku podczas exodusu Tamilów wysiedlanych przez wojska rządowe w odwecie za terror Tamilskich Tygrysów. To  bazująca na faktach opowieść o lekarzu tamilskim i indyjskiej dziennikarce uwikłanych w dramat wojny domowej na Sri Lance.  Zdjęcia do filmu zrobiono w północnej części wyspy. Film do własnego scenariusza wyreżyserował  Jon Mahendran (John), syn znanego w Tamil Nadu reżysera Mahendrana. 

## Fabuła
Tamilska dziennikarka z Indii przyjeżdża na Sri Lankę w poszukiwaniu zaginionego podczas exodusu Tamilów w 1995 roku, lekarza dr. Nandy. Mimo że nie ma go wśród ocalałych, Sandha wzbrania się przejrzeć zdjęcia zabitych. W trakcie poszukiwań wspomina spędzony tu na wyspie czas, który zmienił ją. Ograbił ze złudzeń, obdarował miłością. Przed laty przyjechała tu z Indii, z Tamil Nadu, z nadzieją na sensacyjny fotoreportaż  o problemach wyspy. Na żywo udaje jej się uwiecznić na zdjęciach łzy ludzkie, czyjąś rozpacz, czyjeś rany. Podczas spotkania z dr. Nanda z dziennikarską swadą domaga się, aby umożliwił jej zrobienie dramatycznych zdjęć ilustrujących wojnę domową na Sri Lance. Lekarz codziennie z bólem i bezsilnością próbujący ratować poranione wybuchami dzieci, jest oburzony. W ostrych słowach wyrzuca jej, że za wstrząsającym ujęciem, z którego jako dziennikarka jest dumna, stoi czyjeś cierpienie, czyjaś rozpacz. Ale Sandha jest profesjonalistką nieczułą na najbardziej szczere i pełne bólu słowa.  Dopiero, gdy ją samą dotknie cierpienie i przerażenie, poczuje się w skórze fotografowanych Tamilów – uciekająca od bomb przez płonące miasto, bita kolbami, bezbronna wobec przemocy – zacznie uczyć się kochać ten kraj i dr Nandę.

## Motywy kina indyjskiego
- Sri Lanka (The Terrorist, Kannathil Muthamittal) * posterunek policji * poszukiwanie zaginionej osoby (Kannathil Muthamittal, Roja) * wspomnienia, opowieść z przeszłości (Zakhm, Zubeidaa) * ofiary wybuchu (Dev, Black Friday) * szpital * lekarz * dom nad morzem (Maqbool, Om Jai Jagadish, My Brother… Nikhil ) * opieka na d staruszka (Fire) * fotografowanie (Taal, Mr. and Mrs. Iyer, Garam Masala) * dziennikarz (Page 3, Kabul Express) * wybuch bomby * skrucha * pobicie * manifestacja tłumu * aranżowanie małżeństwa * relacja matki i syna * zdjęcie (Zakhm, Koyla, Darr) * modlitwa * alkoholik (Devdas, Dil Chahta Hai, Chalte Chalte, Iqbal) * armia * gwałt (Dushman, Hey Ram, Bandit Queen) * zabójstwo * patriotyzm * exodus * bunt przeciw Bogu * deszcz * pojednanie

## Obsada
- Madumitha...Sandhya, tamilska dziennikarka
- Nanda... tamilski lekarz dr Nanda
- Neelima
- Jesudashan